# إيف فاندرهايغه
إيف فاندرهايغه (مواليد 30 يناير 1970) هو لاعب كرة قدم. يلعب مع منتخب بلجيكا لكرة القدم. سبق له أن لعب في كأس العالم لكرة القدم مع منتخب بلاده.

## روابط خارجية
- إيف فاندرهايغه على موقع الاتحاد الدولي (مؤرشف)  (الإنجليزية)
- إيف فاندرهايغه على موقع الاتحاد البلجيكي (الإنجليزية)
- إيف فاندرهايغه على موقع قاعدة بيانات كرة القدم.إي يو (الإنجليزية)
- إيف فاندرهايغه على موقع ناشيونال فوتبول تيمز (الإنجليزية)
- إيف فاندرهايغه على موقع Soccerway.com (الإنجليزية)
- إيف فاندرهايغه على موقع عالم كرة القدم.نت (الإنجليزية)
- إيف فاندرهايغه على موقع كووورة